# In the Walls of Eryx
In the Walls of Eryx is een kort sciencefictionverhaal van de Amerikaanse schrijver H.P. Lovecraft, geschreven in samenwerking met Kenneth J. Sterling. De twee schreven het verhaal in januari 1936. Drie jaar later werd het verhaal voor het eerst gepubliceerd in het tijdschrift Weird Tales.
Het verhaal is opmerkelijk voor Lovecraft gezien het meer op sciencefiction dan horror gericht is, en zich afspeelt in een niet nader gespecificeerd tijdperk in de toekomst in plaats van de vroege jaren 20.

## Inhoud
Het verhaal is voor het grootste deel geschreven in de eerste persoon. Het speelt zich af in een tijd waarin de mens de technologie heeft om naar andere planeten, waaronder Venus te reizen. Venus blijkt in het verhaal te zijn begroeit met een dichte jungle. Op de planeet komen kristallen voor die als energiebron kunnen worden gebruikt, maar deze zijn lastig te krijgen daar ze worden bewaakt door een ras van hagedisachtigen, die de kristallen als heilige objecten beschouwen.
Kenton J. Stanfield, een prospector, wordt naar Venus gestuurd om kristallen te vinden. Zijn detector pikt een uitzonderlijk sterk signaal op wat hem naar een open vlakte leidt. Daar vindt hij het lijk van een andere prospector, die in zijn hand een uitzonderlijk groot kristal houdt. Tussen Stanfield en het lijk bevindt zich echter een onzichtbare muur, gemaakt van een onbekend materiaal. Op de tast verkend Stanfield de muur en concludeert dat het mogelijk zelfs een compleet gebouw is. Hij vindt een ingang en komt bij het lijk uit. Nadat hij het kristal heeft bemachtigd, kan hij het niet laten de onzichtbare constructie nog wat verder te verkennen.
Dit komt hem echter duur te staan wanneer de constructie een doolhof blijkt te zijn. Stanfield verdwaalt en ziet geen andere oplossing dan op de tast alle gangen uit te proberen en in zijn notitieblok een schets te maken van hoe het doolhof er ongeveer uitziet. Na twee dagen verzamelt een groep van de hagedismannen zich om het doolhof, en dringt het tot Stanfield door dat dit doolhof een door hun opgezette val is die ook de andere prospector fataal is geworden. Stanfields pogingen een uitgang te vinden draaien op niets uit, zijn water en zuurstof raken op en hijzelf stort uiteindelijk van wanhoop en uitputting in. Terwijl hij stervende is, tekent hij zijn verhaal op als waarschuwing aan zijn mede-prospectors. Tevens begint hij langzaam sympathie te krijgen voor de hagedismannen aangezien vanuit hun perspectief de mensen indringers zijn die hen iets heiligs komen ontnemen. Hij komt tot het inzicht dat het wellicht beter is om de hagedismannen en hun kristallen met rust te laten, daar de mens ze toch niet echt nodig heeft.
Het verhaal eindigt met een stuk in de derde persoon, waarin kort na Stanfield overlijden het doolhof gevonden wordt door een zoekteam. Ze slagen erin het doolhof te vernielen met diamantboren. Tevens maken ze plannen om alle hagedismannen uit te roeien om zo vrij spel te hebben in hun zoektocht naar de kristallen.

## Achtergrond

### Inspiratie
Sterling was een student aan de Providence high school en had Lovecraft in 1935 leren kennen. Hij kreeg volgens eigen zeggen het idee over een man die verdwaald is in een onzichtbaar doolhof van het verhaal "The Monster-God of Mamurth" door Edmond Hamilton. Hierin komt een onzichtbaar gebouw in de Sahara voor.
In januari 1936 stuurde Sterling een eerste versie van het verhaal op aan Lovecraft. Lovecraft breidde het verhaal flink uit van 8000 woorden naar 12000.

### Analyse
Het verhaal speelt zich af op een fictieve versie van Venus, die in tegenstelling tot de echte planeet een tropisch klimaat kent en dicht begroeid is met een jungle. De atmosfeer is giftig voor mensen waardoor zuurstofmaskers vereist zijn, maar is verder niet zo gevaarlijk dat men er ook hermetisch afgesloten ruimtepakken moet dragen.
Thema’s als vooroordelen, intolerantie en discriminatie zijn sterk aanwezig in het verhaal.
Het verhaal bevat in de namen van de Venusiaanse flora en fauna enkele woordspelingen op namen van personen die Lovecraft persoonlijk kende, zoals de "wriggling akmans" (Forrest J. Ackerman), "farnoth flies" ( Farnsworth Wright) en "ugrats" (afgeleid van "Hugo the Rat", een bijnaam die Lovecraft kreeg van Hugo Gernsback).
Occultist Victor Cypert merkte op de website van de rockband Tool op dat het verhaal mogelijk als inspiratie heeft gediend voor het nummer "4:20" binnen de cannabiscultuur. Vrij vroeg in het verhaal loopt Stanfield een zogenaamde mirageplant tegen het lijf, die een geur verspreidt welke bij het inademen hallucinaties veroorzaakt. Stanfield slaagt erin om ver genoeg bij de plant vandaan te komen om het effect van de geur op te heffen, maar heeft tegen die tijd het gevoel urenlang rond te hebben gedwaald terwijl hij onder invloed van de plant was. Als hij op zijn horloge kijkt, blijkt het echter nog maar 4:20 te zijn, amper een half uur sinds zijn ontmoeting met de plant.

### Publicatie
Het verhaal werd aanvankelijk geweigerd door Weird Tales, Astounding Stories, Blue Book, Argosy, Wonder Stories, en mogelijk Amazing Stories. Pas na Lovecraft’s dood publiceerde Weird Tales het verhaal alsnog.